# Wostok-Station

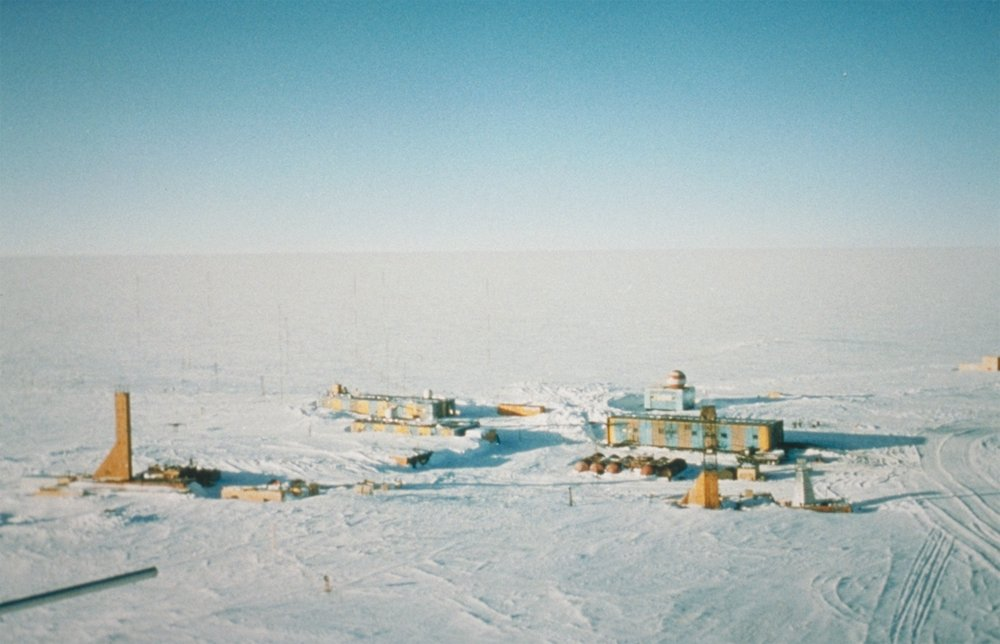
Wostok-Station 2001

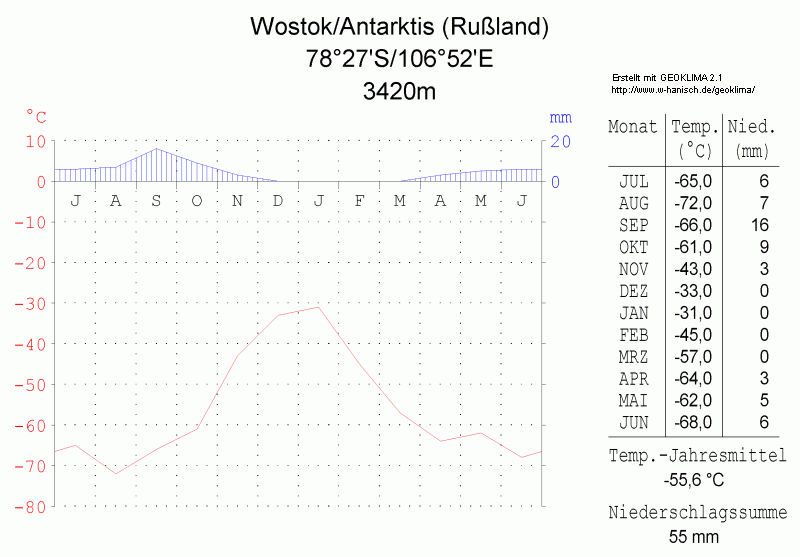
Klimadiagramm

Die Wostok-Station (russisch Восток ‚Osten‘) ist eine am 16. Dezember 1957 eröffnete früher sowjetische, heute russische Forschungsstation im Wilkesland in der Ostantarktis. Dort wurde unter anderem gemeinschaftlich mit Frankreich ein Eiskern aus dem Eispanzer der Antarktis gebohrt, der Aussagen über die Klimabedingungen in den letzten 420.000 Jahren lieferte.

## Geographische Lage
Die Wostok-Station befindet sich 1287 km vom geographischen Südpol entfernt, 1260 km von der am nächsten liegenden Küste und 1410 km landeinwärts von der nächstgelegenen Mirny-Station (Hauptstation), recht nahe dem Pol der Unzugänglichkeit, aber eher weit entfernt vom antarktischen geomagnetischen Pol, dem geomagnetischen Südpol. Sie liegt auf dem Eis über dem Wostoksee auf 3488 m Höhe.

## Versorgung
Die Wostok-Station wird durch einen jährlichen Treck von der an der Küste liegenden Mirny-Station über eine ungebahnte Schneepiste mit Lebensmitteln und 100–130 Tonnen Polardiesel versorgt. Bis in die 1990er-Jahre wurde auch die auf dem Weg liegende, mittlerweile aufgegebene Station Komsomolskaya auf diese Weise versorgt.

## Neue Wostok-Station ab 2024

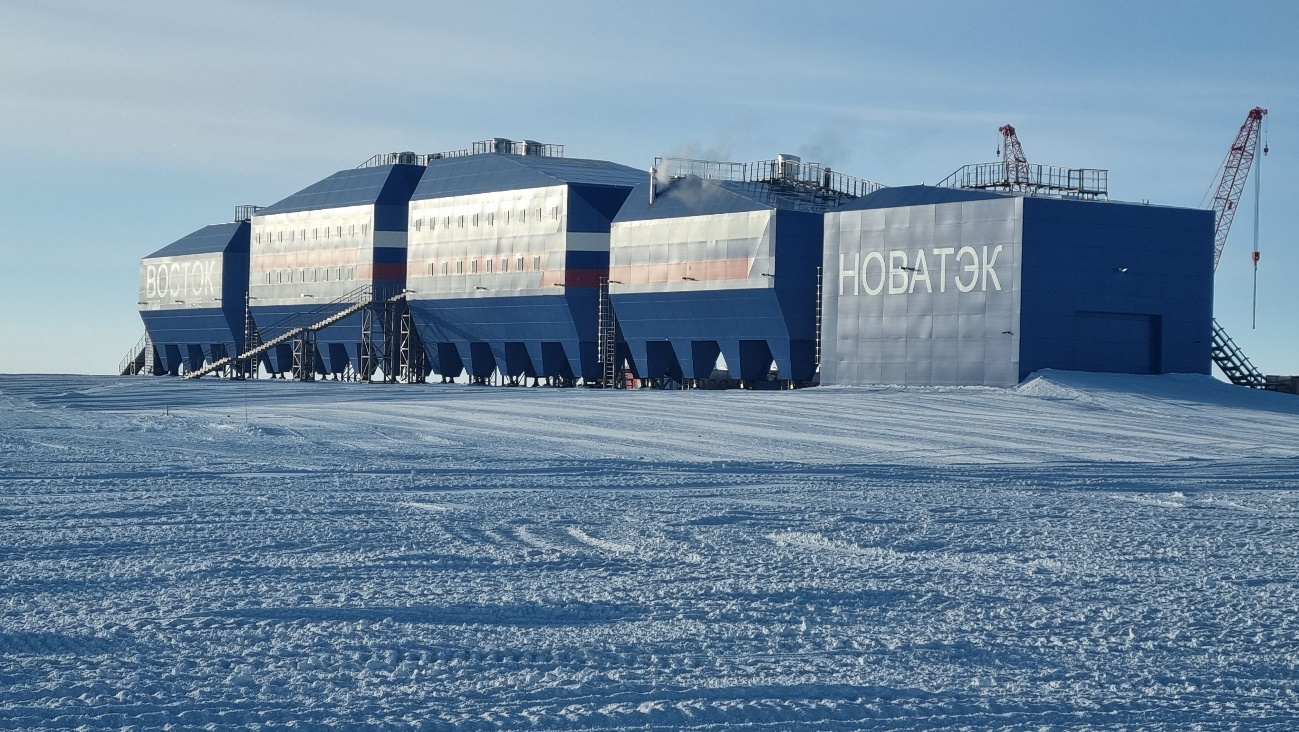
Wostok-Station 2024

Im Jahr 2019 begann die russische Regierung mit dem Bau eines neuen, modernen Stationsgebäudes, um die veralteten Anlagen der Wostok-Station zu ersetzen. Die neue Anlage wurde in Sankt Petersburg gefertigt und anschließend per Schiff in die Antarktis transportiert. Aufgrund wiederholter Verzögerungen war die Inbetriebnahme zunächst frühestens für 2023 vorgesehen.
Am 28. Januar 2024 wurde der neue Überwinterungskomplex der Station offiziell in Betrieb genommen. Die Eröffnungszeremonie erfolgte per Videoübertragung, an der der russische Präsident Wladimir Putin sowie der belarussische Präsident Alexander Lukaschenko teilnahmen.

## Kältepol der Erde
Bei der Wostok-Station werden extrem niedrige Temperaturen erreicht. Am 21. Juli 1983 – zu Zeiten der antarktischen Polarnacht – wurde mit −89,2 °C die bisher (Stand November 2018) tiefste meteorologisch bestimmte Lufttemperatur der Erde gemessen, weshalb die Station auch als „Kältepol der Erde“ bezeichnet wird. Die dünne Luft in der großen Höhe scheint die winterliche Auskühlung zu begünstigen. Am 23. Juli 2004 wurde nordwestlich der Forschungsstation durch Satellitenmessungen eine Oberflächentemperatur von −98,6 °C registriert.
Die Daten wurden mittels des Infrarotspektrometers MODIS an Bord des Satelliten Terra direkt auf der Eisoberfläche gemessen und sind von daher mit den an der Forschungsstation gemessenen Lufttemperaturen in der international üblichen Messhöhe von zwei Metern nicht direkt vergleichbar. Deshalb wurden diese Messwerte von der zuständigen Weltorganisation für Meteorologie (WMO) nicht als Kälterekord anerkannt.
|                        | Jan   | Feb   | Mär   | Apr   | Mai   | Jun   | Jul   | Aug   | Sep   | Okt   | Nov   | Dez   |   |       |
| Mittl. Temperatur (°C) | −32,1 | −44,3 | −57,8 | −64,8 | −65,7 | −65,2 | −66,7 | −68,0 | −66,1 | −57,2 | −42,7 | −31,9 | ⌀ | −55,2 |
| Mittl. Tagesmax. (°C)  | −27,1 | −38,6 | −52,8 | −61,2 | −62,0 | −60,5 | −62,4 | −64,0 | −61,8 | −51,7 | −37,3 | −27,3 | ⌀ | −50,6 |
| Mittl. Tagesmin. (°C)  | −37,6 | −50,0 | −61,7 | −67,8 | −69,1 | −68,8 | −70,4 | −71,6 | −70,3 | −63,2 | −49,9 | −38,1 | ⌀ | −59,9 |
|                        |       |       |       |       |       |       |       |       |       |       |       |       |   |       |
| Niederschlag (mm)      | 0,7   | 0,6   | 1,9   | 2,3   | 2,9   | 2,5   | 2,3   | 2,2   | 2,3   | 1,8   | 0,8   | 0,5   | Σ | 20,8  |

| −37,6 |

| −50,0 |

| −61,7 |

| −67,8 |

| −69,1 |

| −68,8 |

| −70,4 |

| −71,6 |

| −70,3 |

| −63,2 |

| −49,9 |

| −38,1 |

| −37,6 |

| −50,0 |

| −61,7 |

| −67,8 |

| −69,1 |

| −68,8 |

| −70,4 |

| −71,6 |

| −70,3 |

| −63,2 |

| −49,9 |

| −38,1 |

| N i e d e r s c h l a g | 0,7 | 0,6 | 1,9 | 2,3 | 2,9 | 2,5 | 2,3 | 2,2 | 2,3 | 1,8 | 0,8 | 0,5 |
|                         | Jan | Feb | Mär | Apr | Mai | Jun | Jul | Aug | Sep | Okt | Nov | Dez |